# Kensington High Street

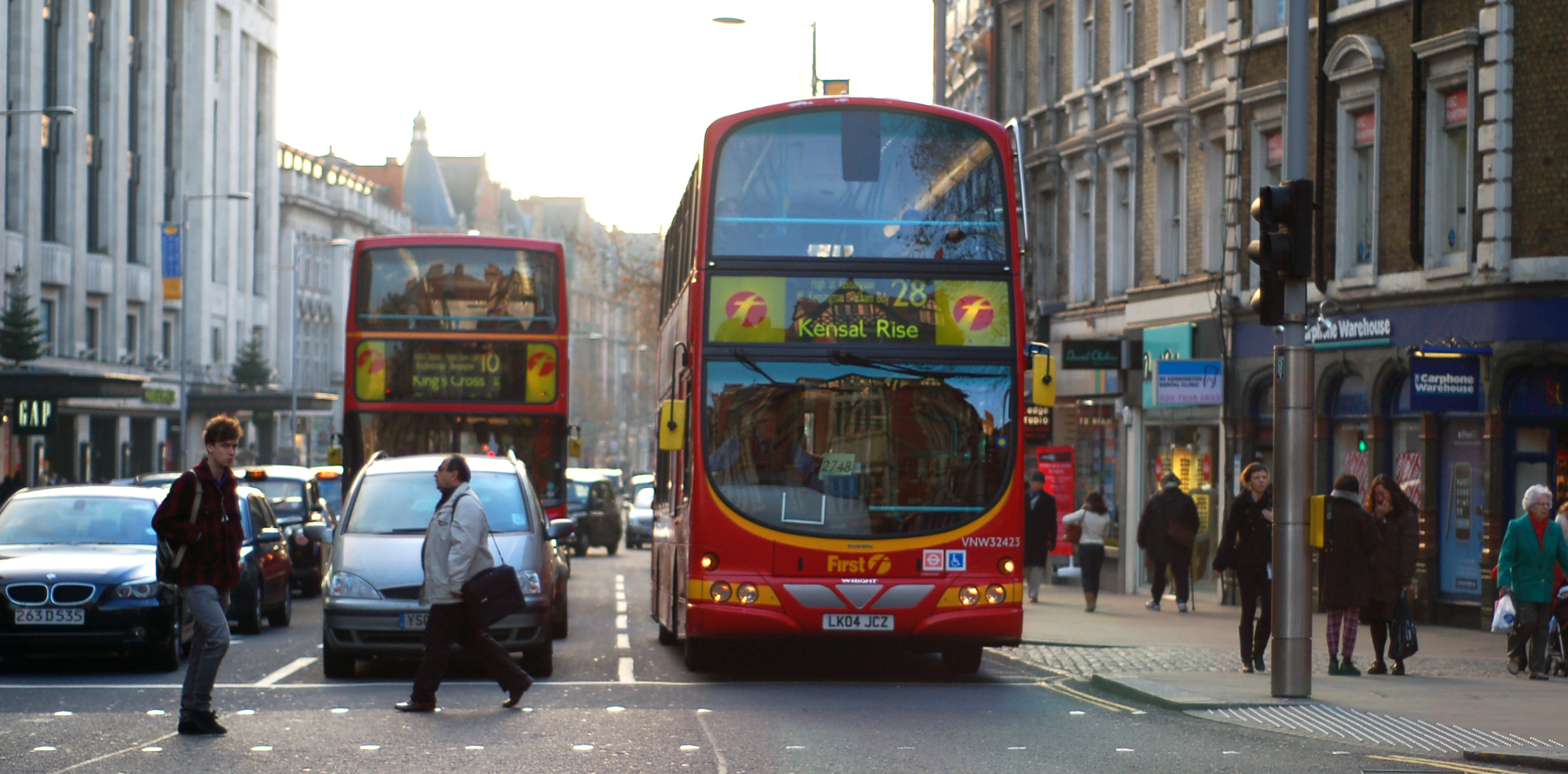
Kensington High Street

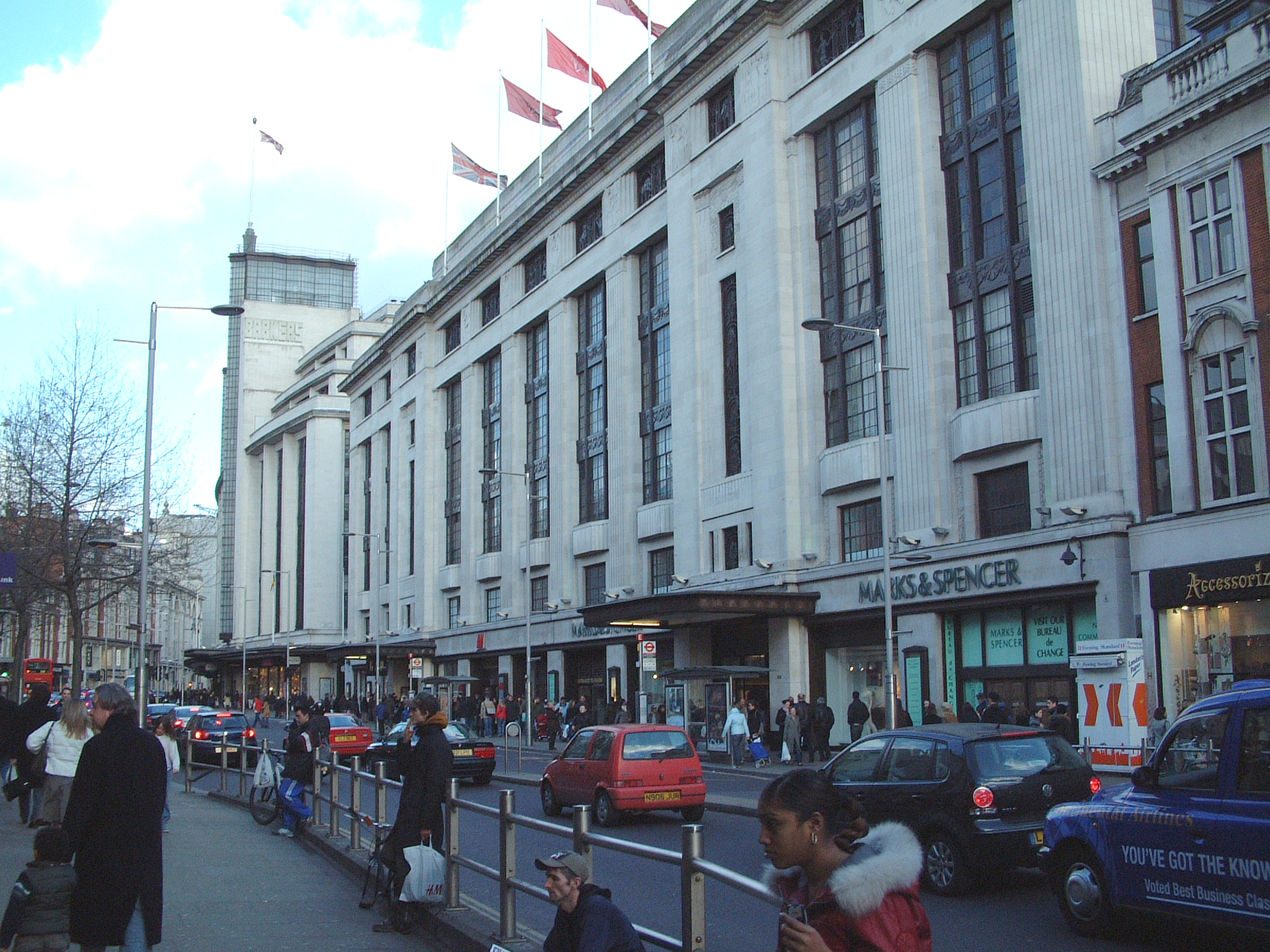

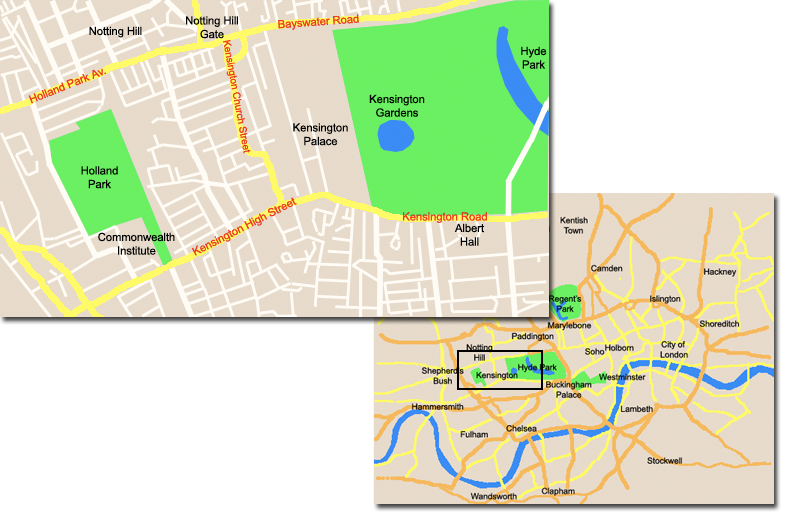
Kensington High Street ligt midden in Kensington in West-Londen.

Kensington High Street is de belangrijkste winkelstraat in Kensington, West-Londen. Het gebied wordt in het London Plan benoemd tot een van de 35 belangrijkste centra in de agglomeratie Londen
Kensington High Street is het vervolg van Kensington Road en deel van de A315. De straat begint bij de oprijlaan van Kensington Palace and loopt in westzuidwestelijke richting door centraal Kensington. Waar het district Kensington en Chelsea eindigt en het district Hammersmith en Fulham begint, gaat de weg vanaf het spoorviaduct verder als Hammersmith Road. Iets ten noorden van de weg ligt aan dit spoor Station Kensington dat zowel door London Overground en Southern als door de metro van Londen wordt gebruikt. Het metrostation High Street Kensington ligt anderhalve kilometer westelijker direct aan de straat en zorgt voor de aansluiting van deze straat op de Circle Line van de metro.
Kensington High Street is een van de meest geliefde winkelstraten in West-Londen, met vooral winkels voor de rijkere bevolking van Kensington. Vanaf eind 19e eeuw tot de jaren 1970 had de straat drie warenhuizen: Barkers, Derry & Tom's en Pontings. Barkers kocht Pontings in 1906 en Derry & Tom's in 1920, maar liet de drie afzonderlijke winkels als zodanig bestaan. In een groot bouwproject dat begon in 1930 en niet klaar was voor 1958 (de Tweede Wereldoorlog vertraagde het project), maakte het bedrijf Derry & Tom's en Barkers tot art-deco-paleizen. Op het dak van Derry & Tom's, werd Europa's grootste daktuin (ruim 6000 m²) gerealiseerd. Deze bestond uit drie verschillende tuinen met 500 plantensoorten, fonteinen, een beekje, eenden, flamingos en een restaurant - waar men, naar het scheen, de beste high tea van Kensington kon krijgen.